# Hymenoptychis phryganidalis
Hymenoptychis phryganidalis là một loài bướm đêm trong họ Crambidae.